# Procampylaspis andamanensis
Procampylaspis andamanensis is een zeekommasoort uit de familie van de Nannastacidae. De wetenschappelijke naam van de soort is voor het eerst geldig gepubliceerd in 2002 door Watling & Angsupanish.